# Onycocaridella prima
Onycocaridella prima är en kräftdjursart som beskrevs av Bruce 1981. Onycocaridella prima ingår i släktet Onycocaridella och familjen Palaemonidae. Inga underarter finns listade i Catalogue of Life.